# 柴爾德斯冰川
83°24′S 58°40′W / 83.400°S 58.667°W
柴爾德斯冰川（英語：Childs Glacier）是南極洲的冰川，位於伊利沙伯女皇地，處於彭薩科拉山脈的尼普頓山脈，根據美國地質調查局的測量和美國海軍的空中照片被繪入地圖。